# Richard Stokes
Richard Rapier Stokes (ur. 27 stycznia 1897, zm. 3 sierpnia 1957) – brytyjski polityk, członek Partii Pracy, minister w drugim rządzie Clementa Attleego.

## Życiorys
Wykształcenie odebrał w Downside School, w Royal Military Academy w Woolwich oraz w Trinity College na Uniwersytecie Cambridge. Podczas I wojny światowej służył w szeregach Royal Artillery. Za postawę na polu walki otrzymał Military Cross oraz Croix de Guerre. W 1917 r. otrzymał awans do stopnia majora. Po wojnie został prezesem i dyrektorem zarządzającym w firmie Ransomes & Rapier Ltd. W 1935 r. bez powodzenia startował w wyborach parlamentarnych w okręgu Glasgow Central.
W 1938 r. został wybrany do Izby Gmin w wyborach uzupełniających w okręgu Ipswich. Podczas II wojny światowej krytykował naloty dywanowe na niemieckie miasta. W 1950 r. został ministrem robót. W 1951 r. bez krótki czas był Lordem Tajnej Pieczęci. W latach 1955–1956 był mówcą Partii Pracy ds. obrony.
Stokes zmarł w 1957 r.